# NGC 226
NGC 226 (ook wel PGC 2572, UGC 459, ZWG 500.76 of IRAS00402+3218) is een sterrenstelsel in het sterrenbeeld Andromeda. NGC 226 staat op ongeveer 225 miljoen lichtjaar van de Aarde.
NGC 226 werd op 22 november 1827 ontdekt door de Britse astronoom John Herschel.